# Joseph le Philosophe
Joseph le Philosophe, également appelé Joseph Rhakendytès (Ίωσὴφ Ῥακενδύτης, c'est-à-dire « vêtu de haillons ») est un moine, théologien et philosophe byzantin, né vers 1280 à Ithaque, mort vers 1330 dans un monastère des environs de Thessalonique.

## Biographie
Sa vie nous est assez bien connue, notamment par l'éloge que Théodore Métochite composa à l'occasion de sa mort. Il appartenait à une vieille famille grecque d'Ithaque, l'une des îles Ioniennes qui étaient depuis 1185 sous domination latine. D'une grande beauté et d'une vive intelligence (selon Métochite), il se fit remarquer très jeune du seigneur italien des îles, Riccardo Orsini, comte palatin de Céphalonie, Zante et Ithaque, qui fit de lui son intendant et lui promit une brillante carrière. Mais Joseph refusa, quitta son île natale et se rendit à Thessalonique, où il compléta ses études et commença une vie d'ascèse très rigoureuse. D'une part, il étudia avec passion dans toutes les branches du savoir, portant particulièrement son attention sur les anciens philosophes (notamment Platon, Aristote, Plotin et Proclus), sur la théologie et sur les sciences mathématiques du quadrivium; d'autre part, il se soumit à une discipline rigoureuse de prière et d'abstinence et finit par devenir moine dans un couvent de la ville. Quelque temps plus tard, il séjourna dans des ermitages dans les montagnes et les îles de la Thessalie, avant de s'installer dans un monastère du Mont Athos. Désormais, jusqu'à la fin, il vécut dans une pauvreté totale, vêtu du même habit usé et déchiré, et sans jamais avoir d'argent.
Vers 1320, il se rendit à Constantinople, attiré par la réputation des monastères de la capitale, et mû aussi par le désir du savoir, « qu'il n'avait pas laissé se dissiper ni s'éteindre avec les autres choses de ce monde ». Il pensait pouvoir rencontrer dans la capitale plus de savants qu'ailleurs. Il y vécut en soignant Makarios, un vieux moine très handicapé, et ne rechignait devant aucune besogne. Mais bientôt il se mêla au milieu intellectuel constantinopolitain, et il y fit très vite la plus grande impression. Ce mélange d'érudition, de capacités intellectuelles et de vertus chrétiennes provoqua un engouement extraordinaire. Il fut en relation, notamment épistolaire, avec tous les grands lettrés du temps (Théodore Métochite, Nicéphore Choumnos, Nicéphore Grégoras, Thomas Magistros, Jean Zacharias, Matthieu d'Éphèse...) qui le célèbrent tous et le comparent à Pythagore, à Socrate, à Diogène. L'empereur Andronic II et sa famille l'appelaient « père » et le vénéraient; Nicéphore Choumnos lui-même, dont on a conservé vingt-huit lettres à Joseph, sollicitait son intervention toute-puissante auprès du Basileus. On chercha quatre fois à le faire patriarche, à l'unanimité du synode; il refusa toujours par humilité.
Finalement, au désespoir général, il quitta la capitale pour revenir à Thessalonique, et il se fixa dans un monastère à proximité de la ville, avec un compagnon fidèle qui décéda peu avant lui. Il mourut à cinquante ans environ, et le poète Manuel Philès composa son épitaphe, où il déplore la perte que sa mort prématurée représenta pour la science.

## Œuvre
Théodore Métochite écrit curieusement, on ne sait pourquoi, que « l'homme ne laissa rien en matière de compositions et de livres ». En fait, Joseph rédigea de nombreux ouvrages. Dans le domaine de la théologie, on peut citer notamment deux traités Sur la piété et Sur la vertu qui se trouvent sur le manuscrit Monac. gr. 78. Mais l'essentiel de l'œuvre appartient à la littérature profane.
Joseph eut le projet d'une grande Encyclopédie pour rassembler et organiser toutes les branches du savoir. Grégoras, dans sa lettre 13, adressée à Joseph, l'exhorte d'ailleurs à participer à l'entreprise de nature également encyclopédique de Métochite, en lui proposant une tâche qui montre en quelle haute estime intellectuelle il le tenait: concilier les enseignements d'Aristote et de Ptolémée sur le mouvement des planètes. Grégoras lui envoya aussi une copie du discours sur la date de Pâques et la réforme du calendrier qu'il avait prononcé devant l'empereur et le cercle des savants de la capitale en 1324.
Joseph a lui-même résumé le plan de son Encyclopédie en un poème de 140 vers iambiques. Elle comprend deux parties: la rhétorique et les disciplines autres que la rhétorique. La partie consacrée à la rhétorique a joui d'un grand succès et nous est parvenue par treize manuscrits; elle est essentiellement inspirée du corpus des traités d'Hermogène de Tarse, mis en manuels pendant toute l'époque byzantine. Mais certains chapitres sont plus personnels, nous dit Joseph lui-même: ainsi les chapitres sur les figures de mots et sur les figures de pensée, et aussi l'intéressant chapitre sur les bons mots.
Dans la seconde partie, l'auteur étudie successivement la logique (en 56 chapitres), la physique (en 57 chapitres, consacrés, dans l'ordre, aux forces de la nature, à la zoologie, la botanique, la minéralogie, la médecine et l'anthropologie), puis les sciences mathématiques au sens byzantin, c'est-à-dire la géométrie, l'arithmétique, la musique et l'astronomie, ensuite les quatre vertus cardinales (donc la morale), et enfin la métaphysique ou théologie.
Cette grande compilation est en fait très proche d'autres ouvrages produits au XIIe siècle et au début du XIIIe siècle, notamment par Nicéphore Blemmydès et Georges Pachymère (Joseph eut l'occasion de rencontrer ce dernier). Le chapitre sur la médecine serait emprunté au médecin Jean Zacharias, qui fut ami intime et disciple de Joseph, et qui composa à sa demande son traité Sur le fonctionnement et les maladies de l'esprit psychique, fondé sur des discussions qu'ils eurent.

## Études
- M. Treu, « Der Philosoph Joseph », Byzantinische Zeitschrift 8, 1899, p. 1-64.